# Années 1750 av. J.-C.
Les années 1750 av. J.-C. couvrent les années de 1759 av. J.-C. à 1750 av. J.-C.

## Évènements

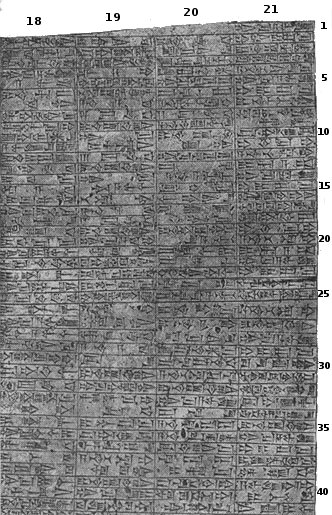
Code de Hammurabi

- 1757 ou 1755 av. J.-C.[1] : Hammourabi prend Assur. Son roi Ishme-Dagan reste en place comme vassal jusqu’en 1741 av. J.-C.[2].
- 1756 av. J.-C.[1] : Hammourabi s’empare d’Eshnunna, probablement à l’aide d’une inondation provoquée. Le roi d’Eshnunna Silli-Sîn devient son vassal[2].
- Vers 1750 av. J.-C. :
  - mort du roi de Kussar Anitta ; l’empire qu’il a constitué en Anatolie s’effondre après la révolte de ses vassaux. Nesha (Kanesh), la capitale est incendiée[3].
  - Mésopotamie : édiction du code de Hammurabi[4]. Poème d’amour profane, rédigé en akkadien archaïque. Poème du Supersage (Atrahasis), contenant le plus ancien récit du déluge connu[5].